# 桃園市立圖書館南崁分館
桃園市立圖書館南崁分館位於桃園市蘆竹區，是桃園市立圖書館的一座分館，位於蘆竹區公所旁，於2014年5月1日啟用，為一座小型圖書館。館舍建築原為舊郵局廳舍，屋齡30餘年，後曾作為村聯合辦公室。在閒置年餘後，經規劃做為圖書館分館使用。